# Паулсен, Фредерик
Фредерик Даг Арфст Паулсен (швед. Frederik Dag Arfst Paulsen; р. 30 октября 1950, Стокгольм) — шведский учёный, бизнесмен, филантроп и путешественник. Почётный консул Российской Федерации в Лозанне. Был в составе экипажа глубоководного аппарата «Мир-2» во время экспедиции «Арктика-2007». Обладатель Национальной премии "Хрустальный компас". 

## Биография
Родился 30 октября 1950 года в Стокгольме в семье основателя компании «Ферринг Фармасьютиклз» (Ferring Pharmaceuticals), известного биохимика доктора Фредерика Паулсена.
Окончил факультет химии в Университете имени Христиана Альбрехта в немецком Киле. Затем изучал деловой менеджмент в университете в Лунде, Швеция.
В 2005 году открыл в Москве филиал издательского концерна Paulsen Editions, с 2007 года действующий под маркой «Paulsen» и специализирующийся на публикации книг об исследовании Арктики. В 2007 году совместно с РГО спонсировал российскую глубоководную экспедицию на Северный полюс «Арктика-2007», войдя в состав экипажа аппарата «Мир-2». С 2007 года является владельцем фармацевтической компании Изварино Фарма, во Внуково. Компания была приобретена у фармацевтической компании Pfizer.

### Научные звания и степени
- Почётный доктор технических наук университета в Лунде, Швеция.
- Почётный доктор медицинского факультета университета имени Христиана Альбрехта в Киле, Германия.
- Почётный профессор университета Данди, Шотландия, Великобритания.
- Почётный доктор Казанского технологического университета, Российская Федерация.

### Награды
- Офицерский крест ордена «За заслуги перед Федеративной Республикой Германия» (Германия).
- Кавалер ордена Почётного легиона (Франция).
- Кавалер ордена Данеброг (Дания).
- Орден Дружбы (13 февраля 2008 года, Россия) — за большой вклад в успешное проведение Высокоширотной арктической глубоководной экспедиции и развитие международного сотрудничества в области изучения и освоения Северного Ледовитого океана[2].
- Нагрудный знак «Почётный полярник» (Россия).
- Нагрудный знак МИД России «За вклад в международное сотрудничество» (2011 год)[3].
- Персональный орден «Друк Гьялпо», присуждённый королём Бутана Вангчуком.
- Малая серебряная медаль Русского географического общества (2014 год) — за активную экспедиционную деятельность и большой вклад в развитие РГО[4].
- Орден Почёта (23 ноября 2020 года, Россия) — за большой вклад в развитие российско-швейцарских отношений[5]
- Обладатель Национальной премии "Хрустальный компас" https://rus-compass.ru/